# گورستان کوشک خلیل
قبرستان کوشک خلیل مربوط به دوره قاجار است و در شهرستان شیراز، بخش مرکزی، دهستان بید زرد، روستای کوشک خلیل واقع شده و این اثر در تاریخ ۳۰ بهمن ۱۳۸۶ با شمارهٔ ثبت ۲۰۹۲۵ به‌عنوان یکی از آثار ملی ایران به ثبت رسیده است.